# 聯邦調查局 (電影)
《聯邦調查局》（英語：The FBI Story）為1959年上映的美國警匪劇情電影，由茂文·勒魯瓦導演和製作，並由當時著名影星詹姆斯·史都華主演。改編自唐·懷特黑德的著作。內容敘述美國聯邦調查局辦案的曲折離奇的種種故事。

## 演員
- 詹姆斯·史都華 飾 約翰邁克爾斯蒂（John Michael 'Chip' Hardesty）
- 薇拉.邁爾斯（英语：Vera Miles） 飾 露西安哈迪斯蒂（Lucy Ann Hardesty）
- 默里·漢密爾頓（英语：Murray Hamilton） 飾 山姆克蘭德爾（Sam Crandall）
- 尼克·亞當斯 飾 傑克格雷厄姆（John Gilbert 'Jack' Graham）
- Larry Pennell（英语：Larry Pennell） 飾 George Crandall
- Diane Jergens（英语：Diane Jergens） 飾 Jennie Hardesty
- Jean Willes（英语：Jean Willes） 飾 Anna Sage
- 喬伊斯·泰勒（英语：Joyce Taylor） 飾 Anne Hardesty
- Victor Millan（英语：Victor Millan） 飾 Mario

## 外部連結
- 互联网电影数据库（IMDb）上《聯邦調查局》的资料（英文）
- AllMovie上《聯邦調查局》的资料（英文）